# Calocosmus hispaniolae
Calocosmus hispaniolae là một loài bọ cánh cứng trong họ Cerambycidae.